# 北极三叶草基地
北极三叶草基地，或纳古斯科耶空军基地，是俄罗斯位于阿尔汉格尔斯克州亚历山大地岛的空军基地，在摩尔曼斯克以北1350公里，是俄罗斯最北边的军事基地。